# 牛腸結節虫
牛腸結節虫（うしちょうけっせつちゅう、学名：Oesophagostomum radiatum）とは、ウシ、スイギュウの盲腸、結腸に寄生する線虫の1種。感染様式は経口感染であり、体長は♂14-17mm、♀16-22mm。宿主の大腸に直径4-5mmの結節を作ることがある。プレパテント・ピリオドは32-42日。